# Layton (Flórida)
Layton é uma cidade localizada no estado americano da Flórida, no condado de Monroe. Foi incorporada em 1963.

## Geografia
De acordo com o United States Census Bureau, a cidade tem uma área de 0,6 km², onde 0,4 km² estão cobertos por terra e 0,2 km² por água.

### Localidades na vizinhança
O diagrama seguinte representa as localidades num raio de 40 km ao redor de Layton.

## Demografia
Segundo o censo nacional de 2010, a sua população é de 184 habitantes e sua densidade populacional é de 417,9 hab/km². É a localidade menos populosa do condado de Monroe. Possui 184 residências, que resulta em uma densidade de 417,9 residências/km².